# Patrick Kluivert
Patrick Stephan Kluivert (* 1. července 1976, Amsterdam, Nizozemsko) je bývalý nizozemský fotbalový útočník, po aktivní kariéře fotbalový trenér a sportovní ředitel. Od července 2019 působí jako ředitel mládežnického fotbalu ve svém bývalém klubu, Barceloně.
Pelé ho roku 2004 zařadil mezi 125 nejlepších žijících fotbalistů. Se 40 vstřelenými brankami byl až do 11. října 2013 historicky nejlepším střelcem nizozemské reprezentace, poté jej překonal Robin van Persie.
Jeho syn Justin Kluivert je rovněž fotbalistou.

## Klubová kariéra

### Ajax
Trenér Louis van Gaal postavil dne 21. srpna 1994 teprve 18letého Kluiverta do zápasu o nizozemský superpohár. V tomto zápase vstřelil svůj první gól za Ajax na konečných 3:0 proti rivalovi z Feyenoordu.
Hned ve své první sezóně si vybojoval místo v základní sestavě a v 25 zápasech vstřelil 18 branek, výrazně tak přispěl k zisku mistrovského titulu.
Do finále Ligy mistrů 1994/95 naskočil 18letý Kluivert v 69. minutě za Jariho Litmanena a v 85. minutě jedinou brankou zápasu rozhodl toto finálové klání.
V roce 1995 obdržel od italského magazínu Guerin Sportivo cenu Bravo pro nejlepšího mladého fotbalistu Evropy.

### AC Milán
Kluivert strávil ve dresu AC Milán jediný rok, během nepříliš povedeného angažmá zaznamenal šest gólů za 24 zápasů.

### FC Barcelona
Kluivert přestoupil do Barcelony z AC Milán na konci srpna 1998, a to za částku 8,75 milionu liber.
Stejně jako v Ajaxu, i zde ho trénoval Louis van Gaal. Kluivert podepsal čtyřletou smlouvu. Katalánský klub získal v jeho premiérové sezóně mistrovský titul.
V ročníku 2001/02 se Barcelona umístila v La Lize až čtvrtá, přestože Kluivert a jeho nový partner v útoku Saviola oba patřili mezi čtveřici nejlepších střelců v soutěži.
Kluivert zaznamenal 18 branek, o jednu více než Argentinec Saviola. Dalších šest (sedm s předkolem proti Wisle) přidal v rámci Ligy mistrů.
V základní skupině dal po jedné brance ve čtyřech zápasech a Barcelona i díky němu postoupila do druhé skupinové fáze. Barcelona se dostala až do semifinále, kde nestačila na Real Madrid.
V další sezóně se Barcelona přes předkolo kvalifikovala do Ligy mistrů, kde ve skupině narazila na Club Brugge, Galatasaray a moskevský Lokomotiv. Kluivert zaznamenal celkem dva góly proti Galatasaray (výhra 2:0) a Lokomotivu (výhra 3:1).
Šest výher stačilo na postup do druhé skupinové fáze. Ve druhém utkání proti Newcastlu United přispěl brankou k domácí výhře 3:1.
Tato branka završila stovku Kluivertových branek ve dresu Barcelony.
Další dvě branky dal proti Interu a v odvetě proti Newcastlu.
Barcelona postoupila ze skupiny bez porážky a s jedinou remízou.
Čtvrtfinálovým soupeřem se stal Juventus, se kterým „Barça“ uhrála remízu 1:1.
Ani v odvetě na Camp Nou nenašel Kluivert recept na obranu turínského soupeře, což byla také zásluha obránce Juventusu Paola Montera.
Rozhodčí Graham Poll navíc přehlédl faul Liliana Thurama na Kluiverta, po kterém se měla kopat penalta. Po gólech Nedvěda a Xaviho se prodlužovalo a ani v prodloužení si Kluivert nepřišel na gólmana Buffona, jenž chytil obě jeho střely. Po Zalayetově gólu byla Barcelona vyřazena.
Oproti tomu ve španělské La Lize Barcelona nezářila a získala až šesté místo. Kluivert byl s 16 góly nejlepším střelcem mužstva.
V ligovém ročníku 2003/04 zaznamenal první gól až proti Realu Betis 9. listopadu při výhře 2:1.
Důvěru dostal i pro prosincové El Clásico proti Realu Madrid, na který však Barcelona doma nestačila a prohrála 1:2. Kluivert několik minut před koncem snížil hlavou na 1:2.
V 1. kole Poháru UEFA na půdě Matadoru Púchov ve 49. minutě otevřel skóre, slovenské mužstvo však v závěru vyrovnalo na 1:1.
Barcelona doma rozstřílela soupeře osmi góly a dosáhla osmifinále, kde padla se Celticem.

### Newcastle United
Během letních měsíců roku 2004 přestoupil 28letý Kluivert do anglického Newcastle United, který vedl trenér Bobby Robson. Dalšími útočníky v týmu byli Alan Shearer, Craig Bellamy a Shola Ameobi.

## Reprezentační kariéra
V reprezentaci debutoval 16. listopadu 1994 proti České republice.

### MS 1998
Trenér Guus Hiddink jej nominoval na mistrovství světa konané v roce 1998 ve Francii. Startoval v prvním zápase proti Belgii, které skončilo nerozhodně 0:0. Za loket Lorenzu Staelensovi obdržel v 82. minutě červenou kartu.
Byl tak suspendován na následující trojici zápasů. Vrátil se pro čtvrtfinále, Nizozemci čelili Argentině. Partnerství s Dennisem Bergkampem přineslo úspěch,
góly obou dvou útočníků vedly k výhře 2:1.
Skóre semifinálového zápasu Nizozemska proti Brazílii otevřel Ronaldo, Kluivert ale v 87. minutě hlavou vyrovnal na 1:1 po centru Ronalda de Boera. Prodloužení nerozhodlo a tak došlo na penaltový rozstřel, ve kterém uspěla Brazílie. Rozhodující penaltu neproměnil právě de Boer, Kluivert penaltu kopat nešel.

### EURO 2000
Na Euru 2000 Nizozemsko opět spoléhalo na dvojici útočníků Bergkamp-Kluivert.
Ve čtvrtfinále proti Jugoslávii se zapsal do historie, vstřelil totiž rovnou čtyři branky při výhře 6:1 nad balkánským soupeřem. Stal se tak prvním hráčem, který vstřelil čtyři branky v jednom zápase v závěrečném evropském turnaji. Kluivert se ale přiznal, že vstřelil pouze tři.
Proti Itálii v semifinále byl dobře hlídán Nestou a neproměnil během základní hrací doby penaltu. Penaltový rozstřel pak zvládli lépe Italové.

### EURO 2004
Kluivert byl součástí základní sestavy při porážce 0:1 se Skotskem v baráži o Euro 2004. Po eskapádě, kdy po zápase navštívil se spoluhráči skotský noční klub,
dostal v odvetě namísto něho od trenéra Advocaata příležitost jeho konkurent a útočník Ruud van Nistelrooy. Nistelrooy hattrickem pomohl porazit Skotsko 6:0.
Ačkoli byl nominován na závěrečný šampionát Euro 2004, přednost v útoku v základní sestavě dostával po celý turnaj Nistelrooy.
Nizozemsko získalo bronz.

## Trenérská kariéra
Od července 2016 působil v roli hlavního sportovního ředitele Paris Saint-Germain FC. Začátkem června 2017 se s PSG dohodl na rozvázání smlouvy.
Od roku 2018 do roku 2019 působil jako asistent trenéra Clarence Seedorfa u reprezentace Kamerunu.
Od července 2019 začal pracovat pro Barcelonu jako ředitel mládežnického fotbalu. Domluvil se na spolupráci do léta 2021.

## Přestupy
- z Ajaxu Amsterdam do AC Milan za 2 000 000 eur
- z AC Milan do Barcelony za 20 000 000 eur
- z FC Barcelona do Newcastle United zadarmo
- z Newcastle United do Valencie zadarmo
- z Valencie do PSV Eindhoven zadarmo

## Statistika
| Klub             | Sezóna  | Liga   | Liga | Pohár  | Pohár | LM či EL | LM či EL | Celkem | Celkem |
| Klub             | Sezóna  | Zápasy | Góly | Zápasy | Góly  | Zápasy   | Góly     | Zápasy | Góly   |
| ---------------- | ------- | ------ | ---- | ------ | ----- | -------- | -------- | ------ | ------ |
| Ajax Amsterdam   | 1994/95 | 25     | 18   | 2      | 1     | 10       | 2        | 37     | 21     |
| Ajax Amsterdam   | 1995/96 | 28     | 15   | 2      | 1     | 8        | 5        | 38     | 21     |
| Ajax Amsterdam   | 1996/97 | 17     | 6    | 1      | 0     | 4        | 2        | 22     | 8      |
| AC Milan         | 1997/98 | 27     | 6    | 6      | 3     | 0        | 0        | 33     | 12     |
| FC Barcelona     | 1998/99 | 35     | 15   | 3      | 1     | 0        | 0        | 38     | 16     |
| FC Barcelona     | 1999/00 | 26     | 15   | 2      | 1     | 14       | 7        | 42     | 23     |
| FC Barcelona     | 2000/01 | 31     | 18   | 5      | 2     | 12       | 5        | 48     | 25     |
| FC Barcelona     | 2001/02 | 33     | 18   | 0      | 0     | 17       | 7        | 50     | 25     |
| FC Barcelona     | 2002/03 | 36     | 16   | 0      | 0     | 15       | 5        | 51     | 21     |
| FC Barcelona     | 2003/04 | 21     | 8    | 2      | 0     | 3        | 2        | 26     | 10     |
| Newcastle United | 2004/05 | 25     | 6    | 6      | 2     | 6        | 5        | 37     | 13     |
| FC Valencia      | 2005/06 | 10     | 1    | 1      | 0     | 0        | 0        | 11     | 1      |
| PSV Eindhoven    | 2006/07 | 16     | 3    | 2      | 0     | 3        | 0        | 21     | 3      |
| Olympique Lille  | 2007/08 | 13     | 4    | 1      | 0     | 0        | 0        | 14     | 4      |
| Celkem           | Celkem  | 343    | 149  | 33     | 11    | 92       | 40       | 468    | 200    |

## Úspěchy

### Klubové
- 3× vítěz nizozemské ligy (1994/95, 1995/96, 2006/07)
- 1× vítěz španělské ligy (1998/99)
- 2× vítěz nizozemského superpoháru (1994, 1995)
- 1× vítěz Ligy mistrů (1994/95)
- 1× vítěz evropského superpoháru (1995)
- 1× vítěz Interkontinentální pohár (1995)

### Reprezentační
- 1× na MS (1998)
- 3× na ME (1996, 2000 – bronz 2004 – bronz)

### Individuální
- 1× nejlepší střelec ME (2000)
- 1× talent roku (1995)
- 1× Cena Bravo (1995)
- All Stars Team ME (2000)
- člen FIFA 100 [4]